# Orde van de Vaas

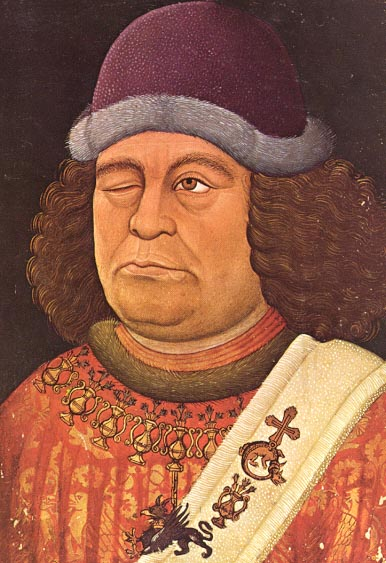
De onderste onderscheiding op de sjerp van Oswald von Wolkenstein is geïdentificeerd als de Orde van de Vaas.

De Castiliaanse Orde van de Vaas, ook de "Kannenorden", de "Ordre de la Vase du Vierge"  of de "Ordre Notre Dame du Lys" genoemd was een middeleeuwse ridderorde. De Orde werd in 1410 in Aragon ingesteld maar zij had een internationale aanhang. Een van haar leden van de dichter Oswald von Wolkenstein en er is een (postuum) portret van hem bewaard gebleven waarop hij de versierselen van deze ridderorde draagt.
De naam valt te verklaren uit het middeleeuwse geloof dat de maagd Maria  het kind Jezus in haar baarmoeder droeg zoals een vaas water bevat. De vaas draagt niets aan de inhoud bij. Dat een kind uit de versmelting van een eicel en het door de man geproduceerde zaad ontstaat was in de middeleeuwen nog niet ontdekt.
Het devies van de orde was 'por so amor', wat betekent 'uit liefde voor haar', dus uit liefde voor de maagd Maria.